# Emory River
Der Emory River ist ein Fließgewässer, das Teile des Cumberland-Plateaus in Tennessee entwässert.

## Hydrographie
Der Emory River entspringt an den Hängen des Frozen Head und des Bird Mountain, zwei markante Erhebungen in dem im Morgan County gelegenen Teil des Cumberland Plateaus. Der Frozen Head bildet das Zentrum des in Tennessee gelegenen State Parks und Schutzgebietes namens Frozen Head State Park. In der Umgebung wird im Tagebau Kohle gewonnen, was bereits zu Wasserverschmutzung geführt hat. Der Fluss fließt in seinem Oberlauf meist in westlicher Richtung und wird von einer Brücke des U.S. Highway 27 überquert. Dann wendet er sich gen Südwesten und verläuft zeitweise parallel zu einer Trasse der Norfolk Southern Railway. Im Südosten des großflächigen, von der Tennessee Wildlife Resources Agency betriebenen Naturerlebnisparks Catoosa Wildlife Management Area trifft der Obed River von rechts kommend auf den Emory River.
Abweichend von der üblichen Regelung, das der weitere Flussverlauf nach dem Zusammenfluss den Namen des Flusses trägt, der normalerweise die größere Wassermasse führt, führt der Fluss im weiteren Verlauf hier den Namen "Emory River", obwohl der Obed River meistens bedeutend mehr Wasser führt.
Etwa ein Kilometer Flussstrecke zwischen dem Zusammenfluss mit dem Obed River und der Nemo Bridge ist als National Wild and Scenic River geschützt.
Er verläuft weiter parallel zur Eisenbahntrasse bei Harriman in das Roane County hinein. 
Hinter Harriman nimmt die Strömung des Flusses im Rückstau des zum Tennessee River gehörenden Stausees Watts Bar Lake stark ab. Der Little Emory River wird ebenfalls etwas gestaut, er mündet hinter Harriman in den Emory River.
Der Emory River mündet bei dem von der Tennessee Valley Authority betriebenen Kohlekraftwerk Kingston in den Clinch River. Dieses Kraftwerk wurde während des Zweiten Weltkrieges zur Stromversorgung der Urananreicherungsanlagen gebaut, mit denen im nahegelegenen Oak Ridge National Laboratory Material für die erste Atombombe der Welt angereichert wurde. Im Jahr 2008 führte ein Unfall an diesem Kraftwerk zu einer starken Verschmutzung des Flusses.

## Etymologie
Nach einem von Captain William E. McElwee im Jahre 1910 in der Rockwood Times veröffentlichten Artikel wurde der Fluss nach einem William Emery benannt, einem Durchreisenden früherer Jahre, der mit seiner vollen Ausrüstung („accoutrements“) bei der schwimmenden Durchquerung des Flusses ertrank. Andere historischen Schriften führen ihn teilweise auch unter dem Namen „William Emeries River“.  Die Indianer benannten den heutigen Emory River als „Babahatchie“, was man etwa mit „Sprechendem Wasser“ (englisch: „babbling waters“) übersetzen könnte.